# Никомах Герасский
Никома́х из Гера́сы, Никома́х Гера́сский (др.-греч. Νικόμαχος ὁ Γερασένος) (первая половина II в. н. э.) — древнегреческий философ (представитель неопифагореизма), математик, теоретик музыки. Биографических сведений о Никомахе не сохранилось. Годы жизни Никомаха определяются с учётом хронологии Трасилла (ум. 36 н. э.), которого Никомах цитирует, и Апулея (124—175 н. э.), переводившего Никомаха на латынь. Гераса, в которой жил Никомах,— это современный Джераш на севере Иордании.

## Сочинения
Полностью сохранились «Введение в арифметику» (Ἀριθμητικὴ εἰσαγωγή) и «Руководство по гармонике» (Ἁρμονικὸν ἐγχειρίδιον). «Теологу́мены арифметики» (Θεολογούμενα τῆς ἀριθμητικῆς можно перевести как «Теологические размышления о числах») известны в пересказе Фотия и, кроме того, по фрагментам, включенным в анонимное сочинение под таким же названием (компиляция, выполненная на основе сочинения Ямвлиха с выдержками из Никомаха и Анатолия, учителя Ямвлиха). «Жизнь Пифагора» Никомаха впоследствии использовали в своих сочинениях на ту же тему Порфирий и Ямвлих. Из утраченных сочинений по названиям известны «Введение в геометрию», комментарий к «Государству» Платона и «большое сочинение» по гармонике. От последнего сочинения предположительно сохранились 10 фрагментов (т.наз. «Фрагменты Никомаха») в позднейшей анонимной обработке, опубликованные Карлом Яном.

## Учение
По своим философским взглядам Никомах — приверженец платоновского учения, соединённого с пифагореизмом. Никомах математизирует платоновскую философию, соединяя учение Платона о «высшей идее блага», изложенное в «Государстве», со своего рода «высшей арифметикой», имеющей дело с божественными числами, парадигматически задающими космический порядок всего сущего.

## «Введение в арифметику»
«Введение в арифметику» представляет собой выдержанное в пифагорейско-платоновском духе краткое введение к изучению «математических» наук. Традиция такого рода сочинений восходит, по-видимому, к платоновской Древней Академии. Во всяком случае, уже Ксенократу принадлежали сочинения «О числах» и «Теория чисел», до наших дней не дошедшие, и они вполне могли содержать материал, схожий с тем, который рассматривается у Никомаха. «Изложение математических вещей, полезных при чтении Платона», написанное Теоном Смирнским приблизительно в то же время, что и «Арифметика» Никомаха, содержит в своей арифметической части примерно тот же самый материал и придерживается того же стиля изложения, что предполагает наличие каких-то общих источников.
В прологе «Арифметики» (I, 1-6) Никомах делит умопостигаемые сущности на (непрерывные, цельные, сплочённые) величины и (дискретные, составные, расположенные «словно в куче») множества, исследованием которых занимаются четыре «математические» науки — арифметика, геометрия, гармоника (то есть теория музыки) и сферика (то есть астрономия). В отличие от Платона (который ссылается на пифагорейцев) и «Послезакония», где единство математических наук скорее постулируется, чем доказывается, Никомах впервые в истории разрабатывает и даёт эпистемологическое и онтологическое доказательства такого единства наук как τέσσαρες μέθοδοι (четырёх путей) познания сущего, что и является целью философии.  Как говорит Никомах, «эти науки суть лестницы и мосты, которые переносят наши умы от воспринимаемого чувством и мнением к постижимому мыслью и знанием; и от знакомых и привычных нам с детства материальных и телесных вещей — к непривычным и чуждым нашим чувствам, однако их нематериальность и вечность родственны нашим душам и, что ещё важнее, заключённому в них разуму» (I, 6, 6). Средневековый квадривий, таким образом, родился у Никомаха в специфическом философском контексте, который не имеет ничего общего с обычной «программой учебных занятий».
Арифметику Никомах называет самой старшей наукой, ибо она «предшествует остальным наукам в уме бога-творца как некий космический и образцовый замысел, опираясь на который, как на установление и изначальный образец, создатель вселенной упорядочивает свои материальные творения и приводит их к подобающим целям; а также потому, что по своей природе она является перворождённой, ибо с её уничтожением уничтожаются прочие науки, но сама она не уничтожается вместе с ними» (I, 4, 2).
Рассматриваемое в арифметике «научное число» (ἐπιστημονικὸς ἀριθμός) объявляется Никомахом божественной парадигмой космической гармонии: «Это число лишь мыслится, и оно во всех отношениях нематериально, но всё же оно является действительным и вечно сущим, так что в соответствии с ним, сообразуясь с планом творения, были созданы время, движение, небо, звёзды и всевозможные вращения [небесных тел]» (I, 6, 1).
Далее Никомах переходит к рассмотрению арифметики абсолютных количеств (I, 7-16), к ведению которой относятся чётные и нечётные, простые и составные, избыточные, недостаточные и совершенные числа. Здесь описываются решето Эратосфена для получения простых чисел, а также алгоритм последовательного взаимного вычитания для отыскания наибольшей общей меры двух чисел и приём построения чётных совершенных чисел. В арифметике относительных количеств (I, 17 — II, 5) вводится классификация числовых отношений и описывается алгоритм разворачивания всех числовых отношений из отношения равенства. Затем Никомах переходит к рассмотрению фигурных чисел: многоугольных, пирамидальных, плоских и телесных (II, 6-20). Завершается «Введение» (II, 21-29) обсуждением числовых пропорций.
Изложение арифметических фактов во «Введении» лишено доказательств, вместо них приводятся примеры с конкретными числами, что иногда приводит к неверным утверждениям. Так в II, 28 вводится среднее, противоположное гармоническому, в котором «больший из трёх членов так относится к меньшему, как разность между меньшими членами относится к разности между большими». Это понятие Никомах иллюстрирует примером чисел 6 5 3, а затем пишет: «Знай же, что особенность данного среднего состоит в том, что произведение большего и среднего членов здесь вдвое больше произведения среднего и меньшего членов, ведь 6×5 вдвое больше, чем 5×3». Однако из {\displaystyle a:c=(b-c):(a-b)} не следует {\displaystyle ab=2bc}.
Число интересует Никомаха как философа-теоретика в качестве упорядоченной основы всего сущего. При этом единое оказывается «началом», «корнем», «семенем» и «матерью» числового множества, разворачиваемого из него по некоторому правилу. Прежде всего, таким образом разворачивается само число-счёт как «поток составленного из единиц количества». Но так же устроены и отдельные виды чисел.
Изучение арифметики для Никомаха имеет ярко выраженный этический характер. Описывая алгоритм разворачивания всех числовых отношений из отношения равенства и обратного сведения всех неравенств к равенству, Никомах заключает это описание следующим выводом: «Разумная часть души приводит в порядок неразумную часть, её порывы и влечения, связанные с двумя видами неравенства, и посредством размышления подводит её к равенству и тождеству. А для нас из этого уравнивания прямо вытекают так называемые этические добродетели, каковые суть благоразумие, мужество, мягкость, самообладание, выдержка и подобные им качества» (I, 23, 4-5).
В античности «Введение в арифметику» Никомаха не раз комментировали (сохранились комментарии Ямвлиха, Асклепия из Тралл, Иоанна Филопона, известно также о комментариях Сотерика и Герона). Вскоре после смерти Никомаха «Арифметика» была переведена на латынь Апулеем (перевод не сохранился). Боэций перевёл «Арифметику» ещё раз и издал его в своей редакции (с дополнениями и толкованиями). Арифметика Никомаха послужила источником математических сведений для Марциана Капеллы, Кассиодора, Исидора Севильского и позднейших учёных, на нём основывалось преподавание арифметики в квадривиальном цикле средневековых университетов. Имеется также перевод никомаховой «Арифметики» на арабский язык, выполненный Сабитом ибн Коррой (2-я пол. IX в.).

## «Теологумены арифметики»
В «Теологу́менах арифметики» обсуждалось символическое значение чисел первой десятки. Книга I была посвящена первой четвёрке чисел, книга II — остальным числам до десяти. Каждое число рассматривалось как в отношении к его индивидуальным математическим свойствам, так и в отношении к уподобляемым ему физическим, этическим и теологическим предметам. Согласно Никомаху, «Бог соответствует единице, ибо он семенным образом начинает всё сущее в природе, как единица — в числе»; он потенциально объединяет вещи, актуально представляющиеся противоположными, вбирает в себя «начало, середину и конец целого», подобно тому, как единица есть «начало, середина и конец количества и размера». Без единицы невозможно ни существование, ни познание: она «стоит во главе всех вещей наподобие чистого света, солнцеобразного и предводительного, так что во всём этом она подобна Богу» (3.1-14 de Falco). Единица, как её здесь описывает Никомах, тождественна идее блага в VI книге «Государства» Платона.
Далее, двоица есть начало и корень инаковости, и она противостоит единице, как материя — форме и богу. Троица представляет собой основу соразмерности, ведь соразмерность — это среднее между избытком и недостатком. Четверица есть «всё, что есть в мире вообще и по частям». И так вплоть до десятки, символизирующей «природное равновесие, соразмерность и совершенную цельность».
Благодаря сохранившемуся в «Библиотеке» Фотия изложению трактата известно, что в своём сочинении Никомах также предпринял попытку сопоставить числа первой десятки с пантеоном греческих богов и богинь, исходя из понимания «своеобразного и определённого количества» каждого числа. В результате каждому из чисел оказались сопоставлены списки не менее чем 150 божеств, мифологических персонажей и понятий.

## «Руководство по гармонике»

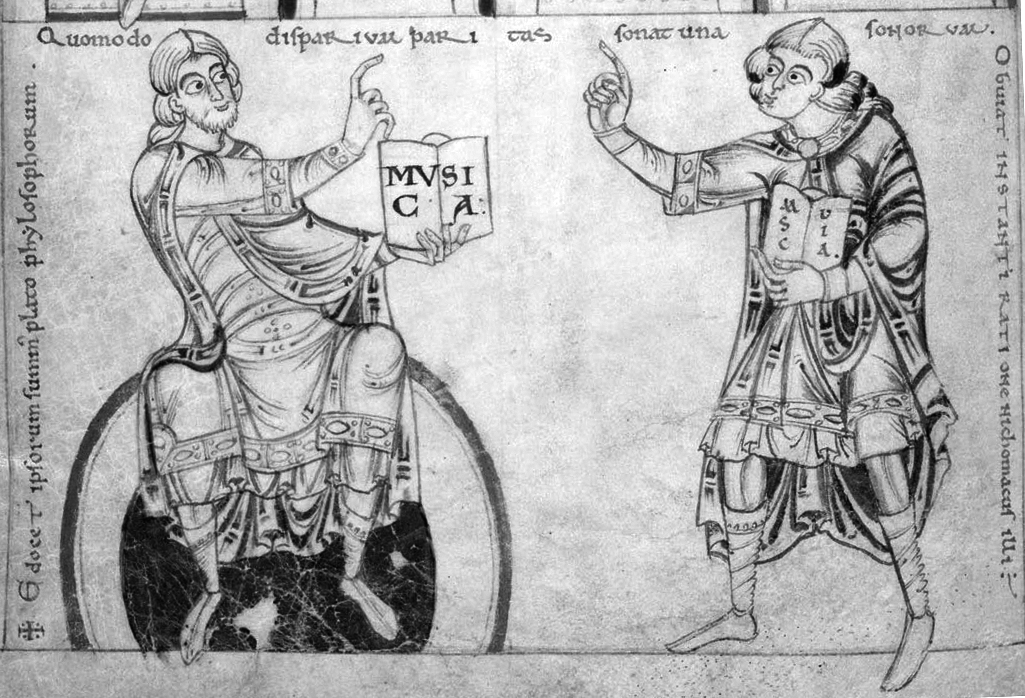
Изображение Никомаха (справа) и Платона в рукописи XII в. из библиотеки Кембриджского университета. Платон держит в руках большую книгу под названием Musica; одноименная книга у Никомаха размером поменьше. По периметру миниатюры гекзаметрами написано:
Платон, высший из этих философов, поучает,
Как равенство неравного дает Единое в звуках.
Ему в теории ревностно следует Никомах.

«Руководство по гармонике» представляет собой конспективный трактат о гармонии, выдержанный в основном в пифагорейских традициях античной музыкальной науки. В начале его, обращаясь к «благороднейшей из дам», Никомах говорит, что пишет «на скорую руку», обещая впоследствии написать «большое сочинение», выстроенное «со всей полнотой необходимых для читателя умозаключений», с привлечением «наиболее прославленных и заслуживающих доверия свидетельств древних мужей». Неизвестно, было ли когда-либо написано «большое сочинение», либо уклончивая ссылка Никомаха — лишь приём в риторике эпистолярного жанра. К риторике, вероятно, относится и обещание изложить в будущем предмет гармоники «в точном соответствии с замыслом самого Учителя — не так, как понаслышке записали Эратосфен и Трасилл, а как передал его Тимей из Локр, которому и следовал Платон» (гл. 11, 6).
Сохранившийся текст не придерживается стандартов гармоники (нормативного объёма категорий гармонии и учебного порядка их изложения), установленных ещё Аристоксеном, с одной стороны, и не является последовательно пифагорейским (как, например, «Sectio canonis» Евклида), с другой. Принимая во внимание эклектичный метод и «эссеистский» стиль «Гармоники», западный исследователь (Флора Левина; см. в списке литературы) предполагает, что Никомах вообще не задумывал своё короткое сочинение как учебник гармонии, а скорее как свободное начальное изложение пифагорейских взглядов на мир. Пифагореизм автора очевиден хотя бы из того, какое значение в теории музыки он придаёт числу, устанавливая его в качестве божественного основания космоса и всего сущего в «земном» мире. При этом никакой нумерологии (в стиле «Теологуменов») в «Гармонике» не наблюдается. О том, что Никомах прямо опирался на пифагорейские книги, свидетельствует и приведенная им (уникальная) цитата из сочинения Филолая «О природе» (гл. 9), с характерной архаичной музыкальной терминологией.
В трактате 12 коротких глав. После введения (гл. 1) Никомах вводит понятия (гл. 2) слитного и дискретного движения голоса вполне в традициях Аристоксена. Далее (гл. 3) автор коротко излагает концепцию гармонии сфер, причём в противоположность традиционной привязке (например, см. в «Сне Сципиона» Цицерона) нижние (низко звучащие) струны лиры (они же ступени звукоряда; см. Полная система) он сравнивает с наиболее удалёнными от Земли звёздными телами; кроме того, он отклоняется от пифагорейской концепции в импликации звучания Земли (неподвижное тело звучать не может). В гл. 4 Никомах развивает идею связи числа и звука, распространяя её на музыкальные инструменты (струнные и духовые). Данное в этой главе общее (физическое) определение звука восходит к Аристотелю («О душе», 420a) и очень похоже на определение Адраста. В гл. 5 после (странного) утверждения о том, что Пифагор является изобретателем октахорда, вводятся главные числовые отношения, образующие остов октавы. Гл. 6 излагает (ставшую в Средние века и позже «общим местом» благодаря Боэцию) легенду об изобретении основных консонансов Пифагором:

Прогуливаясь по божественному наитию мимо кузнечной мастерской, Пифагор услышал, как железные молотки бьют по наковальне, издавая звуки вполне согласные друг с другом, за исключением одного [диссонантного] сочетания [звуков]. В этих звуках он распознал консонансы октавы, квинты и кварты… и т. д.
В гл. 7 описывается интервальный состав диатонической октавы, причём диатонический тетрахорд представлен в виде уникальной структуры, без каких-либо видовых инстанций (например, «оттенков» Аристоксена и его школы; см. Роды мелоса). В гл. 8 (со ссылками на Платона) излагается теория средних, применяемая по отношению к делению ими октавы. Согласно интерпретации Никомахом знаменитого фрагмента из «Тимея» (Tim. 35a-36d) Платон использовал геометрическое, гармоническое и арифметическое средние для вычисления только кварто-квинтового остова октавы (например, e-a-h-e1-a1-h1-e2); в действительности в «космической гамме» Платона содержится полный расчёт диатонического звукоряда (в диапазоне четырёх октав с большой секстой), включая целые тоны и (не названную Платоном по имени) лимму. Аналогично платоновскому Никомах подтягивает (в гл. 9) ещё одно историческое «доказательство» деления октавы, теперь от Филолая. Гл. 10 возвращается к теме гл. 4; ныне «музыкальные» отношения чисел уточняются в связи с конструктивными особенностями конкретных музыкальных инструментов (сиринги, авлоса, лирообразных). Главы 11 и 12 описывают Полную двухоктавную систему (звукоряд) греков, сначала в диатоническом, а затем и в других родах мелоса; авторство Полной системы Никомах приписывает Тимею из Локр, попутно критикуя Трасилла и Эратосфена. При этом в описаниях хроматического и энармонического деления канона Никомах не предоставляет точного математического расчёта для характерных интервалов этих родов — несоставного триполутона (в позднейшей терминологии «полудитона», затем «малой терции») в хроматике и диесы в энармонике, ограничиваясь расплывчатыми (с точки зрения пифагорейца) «музыкальными» доказательствами. Данное в этой главе (запоздалое) определение музыкального звука («попадание голоса на одну высоту») почти дословно следует Аристоксену.

### Сочинения
- Греческий текст (издание 1866 года)
- Nicomachus. The Enchiridion // Greek Musical Writings. Volume II: Harmonic and Acoustic Theory, edited by Andrew Barker. Cambridge, 1989, pp. 245—269 (англ. комментированный перевод).
- Levin F. The manual of harmonics of Nicomachus the Pythagorean. Translation and commentary by Flora R. Levin. Grand Rapids (Michigan), 1994 (англ. комментированный перевод и исследование).
- Никомах Геразский. Введение в арифметику. Пер., вступит. статья и комм. А. И. Щетникова Архивная копия от 6 мая 2008 на Wayback Machine. Новосибирск: АНТ, 2006.
- Теологумены арифметики. Пер. В. В. Бибихина и А. И. Щетникова. Вступит. статья и комм. А. И. Щетникова Архивная копия от 6 мая 2008 на Wayback Machine. Новосибирск: АНТ, 2007.
- Никомаха из Герасы, пифагорейца, руководство по гармонике, продиктованное на скорую руку сообразно старине. Сибирский музыкальный альманах 2004. Пер. и комм. Т. Г. Мякина и Л. В. Александровой. Новосибирск, НГК им. М. И. Глинки, 2007, с. 119—150.
- Никомах Геразский. Наставление по гармонике. Пер. и комм. А. И. Щетникова. ΣΧΟΛΗ, 2, 2008, с. 75-89.
- Никомах Герасский. Руководство по гармонике // Музыкальные писатели античной Греции / Издание подготовил В. Г. Цыпин. М., 2019, с.373-414 (перевод с комментариями и вводной статьёй)
- Отрывки из Никомаха // Музыкальные писатели античной Греции / Издание подготовил В. Г. Цыпин. М., 2019, с.415-425 (перевод с комментариями)

### Исследования
- Щетников А. И. Никомах из Герасы. // Античная философия: энциклопедический словарь. Под ред. М. А. Солоповой. М.: Прогресс-Традиция, 2008. C. 512—515.
- Bower C. M. Boethius and Nicomachus: an essay concerning the sources of the «De institutione musica». Vivarium, 16, 1978, 1-45.
- Dillon J. The Middle Platonists. 2nd ed. L.: Duckworth, 1996.
- Heath T. A History of Greek Mathematics. Clarendon Press, Oxford, 1921. ISBN 0-486-24073-8. Vol. 1. P. 98 и сл.
- Levin F. R. The Harmonics of Nicomachus and the Pythagorean tradition. University Park: American Philological Association, 1975.
- O’Meara D. J. Pythagoras Revived: Mathematics and Philosophy in Late Antiquity. Oxf., 1989.
- Mansfield J. Prolegomena Mathematica: From Apollonius of Perga to Late Neoplatonism. Leiden-Boston: Brill, 1998.
- Robbins F. E. The Tradition of Greek Arithmology. Classical Philology, 16, 1921, 97-123.
- Vandoulakis, Ioannis "A Genetic Interpretation of Neo-Pythagorean Arithmetic, " Oriens — Occidens Cahiers du Centre d’histoire des Sciences et des philosophies arabes et Médiévales, 7 (2009), 113—154.